# Friedrich Wilhelm Joseph von Schelling
Friedrich Wilhelm Joseph von Schelling (27. siječnja 1775. – 20. kolovoza 1854.) njemački filozof
Standardne povijesti filozofije tvore ga kao središnju točku u razvoju njemačkog idealizma smještajući ga između Fichtea, njegovog učitelja prije 1800. godine i Hegela. Interpretiranje Schellingove filozofije je teško zbog njene često mijenjajuće prirode. Neki učenjaci ga karakteriziraju kao promjenljivog mislioca koji iako briljantan prelazio s jedne teme na drugu i kojemu je nedostajala moć sinteze potrebna da dođe to cjelokupnog filozofskog sistema. Ostali preispituju tvrdnju da je Schellingova misao označena dubokoumnim napredcima i umjesto toga tvrde da je njegova filozofija uvijek usredotočena na nekoliko uobičajenih tema osobito ljudska sloboda, apsolut i odnos između čovjeka i prirode.
Schellingova misao je često bila zanemarena. To ne potječe samo od uzvišenja Hegela, čija zrela djela prikazuju Schellinga samo kao običnu fusnotu u razvoju idealizma nego i iz njegove Naturphilosophie koju su pozitivistički znanstvenici često ismijavali zbog smiješnog analogiziranja i nedostatka empirijske orijentacije. Posljednjih godina učenjaci Schellingova dijela snažno napadaju takvo zanemarivanje Schellinga. 

## Život
Schelling je rođen u Leonbergu na području Wuttenberga. Polazio je samostansku školu u Bebenhausenu, blizu Tubingena, gdje je njegov otac bio kapelan i profesor orijentalistike. Tri godine prije, ušao je u Tubingen Stift (internat protestantske crkve u Tubingenu), gdje se sprijateljio s Hegelom i Horderlinom. 1792. diplomirao je na filozofskom fakultetu, i 1773. doprinio dijelu Memorabilien Heinricha Eberharda Gottlob Paulusa;  1795. dovršio je tezu za svoju diplomu iz teologije De Marcione Paullinarum epistolarum emendatore. Istovremeno, počeo je izučavati Fichtea i Kanta, koji su imali visoki utjecaj na njega. 1794. Schelling je izdao prikaz Fichteove misli naziva Über die Möglichkeit einer Form der Philosophie überhaupt. To djelo je bilo prihvaćeno i priznato od Fichtea osobno i odmah stvorilo reputaciju Schellinga među filozofima. Njegovo razrađenije djelo Vom Ich als Prinzip der Philosophie, oder über das Unbedingte im menschlichen Wissen objavljeno 1798., iako još unutar granica Fichteova idealizma, prikazalo je tendenciju da daje Fichteovskoj metodi objektivnu primjenu, i da udruži Spinozine poglede s njom. 
Nakon dvije godine podučavanje dvoje mladih jedne aristokratske obitelji, i samo 23 godine star, Schelling je bio pozvan za izvanrednog profesora u Jeni 1798. Već je pridodao članke i recenzije Fichteovu dnevniku, i posvetio se proučavanju fizikalnih i medicinskih znanosti. Od 1796. datiraju Briefe über Dogmatismus und Kritizismus, kritika Kantovskog sistema; od 1797. esej, koji je anticipirao Fichteov tretman u Grundlage des Naturrechts. Njegove studije fizikalnih znanosti su urodile plodom u Ideen zu einer Philosophie der Natur (1797.) i u raspravi Von der Weltseele (1798).
Schellingovo vrijeme u Jeni (1798. – 1803.) stavilo ga je u središte intelektualnog komešanja romantizma. Schelling je bio prisan s Goetheom, koji je cijenio pjesničku kvalitetu Naturphilosophie. Na drugu ruku, bio je odbijen Schillerovom manje ekspanzivnom dispozicijom, i bio je neprijazan prema etičkom idealizmu koje je pokretalo Schillerov rad. 
Schelling je postao priznati vođa romantičarske škole, koji je počeo odbijati Fichteovu misao kao hladnu i apstraktnu. U Schellingu, pozdravljali su ličnost pravog romantičara. Schelling je bio osobito blizak s Augustom Wilhelmom von Schlegelom i njegovom ženom Karolinom. Vjenčanje između Schellinga i Karolinine kćeri, Auguste Böhmer, je bilo planirano. Auguste je umrla od dizenterije 1800. za što su mnogi krivili Schellinga, koji je nadgledao tretman. Augustina smrt je zbližila Schellinga i Karolinu još više. Schlegel se preselio u Berlin, i razvod je bio dogovoren (s Goetheovom pomoći). 2. lipnja, 1803. Schelling i Karolina su se vjenčali, i Schellingovo vrijeme u Jeni je došlo kraju.
Od rujna 1803. do travnja 1806. Schelling je bio profesor na sveučilištu u Wurzburgu. Ta perioda je bila označena osjetnom promjenom njegovih pogleda i konačnim raskidom s Fichteom i Hegelom. U Wurzburgu, Schelling je imao mnogo neprijatelja među kolegama i vlasti. Preselio se u München 1806. gdje je naša položaj kao državni službenik, prvo kao član akademije znanosti i tajnik akademije umjetnosti, kasnije tajnik filozofske sekcije akademije znanosti. Bez davanje ostavke njegovog službenog položaja, predavao je kratko vrijeme u Stuttgartu, i sedam godina u Erlangenu (1820. – 1827.) 1809. Karolina umire, i tri godine kasnije Schelling je oženio jednu od njenih bliskih prijateljica Pauline Gottler u kojoj je našao vjernog druga. 
Tijekom dugog prebivanja u Münchenu (1806. – 1841.) Schellingova književna aktivnost je stupnjevito došla to prestanka. Aforizmi o Naturphilosophie sadržani u Godišnjacima medicine kao znanost (1806. – 1808.) su većinom odlomci iz predavanja u Wurzburgu; Denkmal der Schrift von den göttlichen Dingen des Herrn Jacobi je bio izazvan specijalnim incidentom Jacobijeva rada. Jedino pisanje neke važnosti je "Philosophische Untersuchungen über das Wesen der menschlichen Freiheit und die damit zusammenhängenden Gegenstände", koje se pojavilo u Philosophische Schriften. vol. I. (1809),i koja prenosi, s povećanom tendencijom prema misticizmu, misli prijašnjeg djela, Philosophie und Religion. To djelo parafrazira Kantovu podjelu između razumljivog i empirijskog karaktera. Drugačije rečeno, Schelling je sam zvao slobodu «kapacitet za dobro i zlo».
Rasprava Über die Gottheiten zu Samothrace se pojavila 1815., navodno dio većega djela, Die Weltalter, često najavljeno kao spremno za izdavanje, ali od koje je vrlo malo napisano. Moguće je da je golema snaga i utjecaj Hegelijanskog sistema sputavalo Schellinga, jer je tek 1834., nakon Hegelove smrti, u predgovoru Cousinovog djela, javno izrekao antagonizam prema Hegelijanstvu i svojoj ranoj filozofiji. Antagonizam tada nije bila nova činjenica; Erlangenška predavanja o povijesti filozofije iz 1822. izražavaju isto na oštar način, i Schelling je već počeo postupak s mitologijom i religijom koje su u njegovim očima tvorili pozitivnu nadopunu negativnoga logičke i spekulativne filozofije. 
Javna pozornost je bila jako privučena s tim nejasnim migovima novog sistema koji je obećavao nešto pozitivno, osobito u njegovom tretmanu religije, nego očitih rezultata Hegelovog učenja. Jer pojava kritičkih spisa Straussa, Feuerbacha i Bauera, i očita razdvojenost u samoj Hegelskoj školi je otuđilo je simpatije od mnogih od tada dominantne filozofije. U Berlinu, glavnom centru Hegelijanizma, želja je našla izražaj u pokušajima da dobiju službeno od Schellinga postupak novoga sistema za što se smatralo da ima u rezervi. Ostvarenje tih želja nije se dogodilo do 1844. kada je imenovanje Schellinga kao član pruskog državnog vijeća i člana berlinske akademije dalo mu pravo, pravo koje je on zatražio, da predaje na tom sveučilištu. Među njegovim slušateljima su Søren Kierkegaard, Mikhail Bakunin, i Friedrich Engels. Uvodno predavanje je bilo praćeno od velike i oduševljene publike. Neprijateljstvo njegovog starog protivnika, H.E.G. Paulusa, zaoštreno od na prvi pogled Schellingovog uspjeha, vodilo je to potajnog izdavanja doslovnog izvještaja predavanja filozofije Otkrivenja i kako Schelling nije uspio u dobivanju službenog legalnog osuđivanja i potiskivanja piratstva, prestao je 1845. s ikakvim javnim predavanjima. Nikakve autentične informacije o prirodi pozitivne filozofije nisu dobivene sve do njegove smrti kada su njegovi sinovi započeli izdavanje skupljenih pisanja s četiri sveska Berlinskih predavanja: Svezak Br. 1 Uvod u filozofiju Mitologije (1856); Br. 2 Filozofija Mitologije (1857); Br. 3 i 4. Filozofija Otkrivenja (1858).